# Raymond Marcel
Pour les articles homonymes, voir Marcel.
Raymond Marcel (1902-1972) est un prêtre, historien de la philosophie et collectionneur français du XXe siècle.

## Biographie
Né à Tours en 1902, Raymond Marcel grandit à Bléré, en Indre-et-Loire. Il entre au séminaire en 1912 et est ordonné prêtre en 1927.
Grâce à l'appui de Juliette Démogé-Lucas, veuve de Léon Démogé (fondateur des Nouvelles Galeries), il débute en 1936 une thèse consacrée à Marsile Ficin, qu'il soutient en 1956. Il entre au CNRS en 1949. Il publie diverses études et éditions critiques consacrées au néo-platonisme et à l'histoire de l'humanisme, notamment une biographie de Marsile Ficin publiée en 1958 aux éditions des Belles Lettres, qui reste une référence.
Très attaché à sa ville natale, il joue un rôle actif dans la création à Tours du Centre d'études supérieures de la Renaissance en 1956,.
Il meurt à Rome en 1972. Il est enterré dans le caveau familial, avec ses parents et son frère, dans le cimetière communal de Bléré.

## Mécénat
Au cours de sa vie, Raymond Marcel a constitué une collection de plus de 500 livres (manuscrits et imprimés) de la Renaissance qu'il a légués à la Bibliothèque municipale de Tours,. Ses thèmes de prédilection étaient l'humanisme chrétien (Érasme, notamment), le néoplatonisme et l'humanisme italien (Marsile Ficin, Pic de La Mirandole, Leon Battista Alberti) et  les grands textes de la littérature française du XVIe siècle (Ronsard, Rabelais, Du Bellay, Montaigne...). Divers objets d'arts (tableaux, sculptures) ont également été légués au Musée des Beaux-Arts de Tours.
Il a fondé par testament un prix annuel décerné par l'Académie française, le prix « Monseigneur Marcel », « destiné à l’auteur d’un ouvrage consacré à l’histoire philosophique, littéraire ou artistique de la Renaissance ».
Il a également légué par testament une partie de sa fortune à la commune de Bléré, pour l'entretien de la Maison des Jeunes et de la Culture.

## Décorations et distinctions
La carrière scientifique de Raymond Marcel a été saluée par diverses décorations : 
- Chevalier de la Légion d'honneur en 1953
- Chevalier de l'ordre des Arts et des Lettres en 1957
- Officier de l'ordre du Mérite de la République italienne‎ en 1961
- Officier de la Légion d'honneur en 1967

Il est également nommé chapelain de Sa Sainteté en 1971 par le pape Paul VI.